# 4066 Haapavesi
4066 Haapavesi (1940 RG) là một tiểu hành tinh vành đai chính được phát hiện ngày 7 tháng 9 năm 1940 bởi Alikoski, H. ở Turku.